# Självförverkligande
Självförverkligande innebär å ena sidan att utveckla sin personlighet så att den överensstämmer med idealjaget, och å andra att lyckas skaffa sig ett yttre jag (inbegripet det sociala eller ekonomiska livet) som överensstämmer med överjagets värderingar. Arbetskritiker ser arbete som ett hinder för självförverkligande. 
Självförverkligandets objekt är både det inre och det yttre jaget. Förverkligande av det inre jaget innebär dels att förstå sitt idealjag, dels att leva upp till det. I den bemärkelsen är självförverkligande att skaffa sig god självkänsla. Det yttre jaget är den identitet som man har inför andra. I det avseendet handlar självförverkligande om att skaffa sig det anseende som man vill ha, att lyckas med sitt liv. För många människor handlar den formen av självförverkligande om ekonomisk och social framgång, att skaffa sig färdigheter, att ha ett lyckligt kärleksliv, få barn, med mera.
Såväl Kurt Goldstein som Abraham Maslow ansåg att människor har medfödda betingelser, ett slags essens, potential eller en natur, som det finns en naturgiven drivkraft att förverkliga, vilket de ansåg självförverkligande innebära. Enligt Goldsteins aristoteliska uppfattning är potentialen genetiskt bestämd, och olika för olika individer, samt förbunden med själva livsprocessen. Självförverkligande betyder då att se vad man går för och göra det, att hitta sin naturgivna plats i världen. Maslow såg självförverkligandet däremot som något som människor ägnar sig åt när de grundläggande behoven tillgodosetts. Självförverkligandet för Maslow var ett behov att växa som människa, och handlade om det inre jaget. Mot detta uppfattade Carl Gustaf Jung självförverkligande som att, medvetandegjord om och därmed befriad från arketyper och det kollektiva omedvetna, kunna leva ut sin egen individualitet. För Jung var självförverkligandet den högsta nivån i individuationsprocessen.
Människor kan ha idealjag och drömmar som inte kan förverkligas. Insikten om detta initierar ofta en svår livskris. Jämför anomi.